# Theodosios Diakonos
Theodosios Diakonos (griechisch Θεοδόσιος ο Διάκονος, 10. Jahrhundert) war ein byzantinischer Dichter. 
Bekannt ist er allein durch sein Epos Die Einnahme von Kreta (Ἅλωσις τῆς Κρήτης) im Umfang von 1039 Zwölfsilbern, das er 962/963 verfasste, um die Rückeroberung der von den Arabern besetzten Insel Kreta im Jahr 961 durch Nikephoros Phokas zu feiern.

## Ausgaben
- Theodosii Diaconi De Creta capta. Edidit Hugo Criscuolo. Teubner, Leipzig 1979.